# Francis Harvey
Francis John William Harvey (Upper Sydenham, 29 aprile 1873 – Battaglia dello Jutland, 31 maggio 1916) è stato un militare britannico, che nel corso della prima guerra mondiale fudecorato con la Victoria Cross per il coraggio dimostrato durante la battaglia dello Jutland (31 maggio 1916).

## Biografia

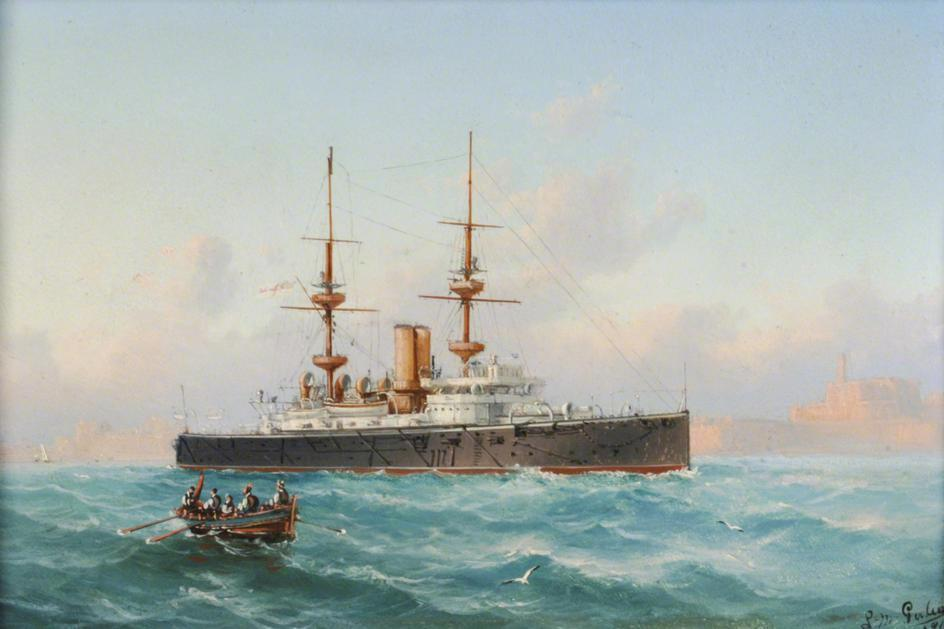
La nave da battaglia Royal Sovereign a Malta nel 1901, in un dipinto di Luigi Galea.

Nacque a Upper Sydenham, nel Kent, il 29 aprile 1873, figlio del comandante della Royal Navy John William Francis e di Elizabeth Edwards Lavington Harvey, nata Penny. Apparteneva a una famiglia di militari, suo trisnonno John Harvey era rimasto ucciso in azione durante la battaglia del Glorioso Primo di Giugno nel 1794, suo bisnonno era l'ammiraglio Sir Edward Harvey, e suo nonno era il capitano John Harvey del Royal Norfolk Regiment. Nel 1884, all'età di 11 anni, si trasferì con la sua famiglia a Southsea frequentando la Portsmouth Grammar School con ottimi risultati accademici, eccellendo nelle lingue e nel dibattimento.
Al termine della scuola intraprese la carriera militare, iniziando a frequentare il Royal Naval College di Greenwich come cadetto ufficiale dei Royal Marines. Ottenuto il brevetto nel 1892, l'anno seguente fu promosso lieutenant e si imbarcò sul Wildfire per la sua prima missione marittima. Dopo appena un anno in mare ritornò a terra per frequentare corsi di artiglieria navale presso l'HMS Excellent, qualificandosi nel 1896 come istruttore di prima classe. L'8 giugno 1897 si imbarcò a Devonport sull'incrociatore protetto Phaëton partecipando a Spithead, il giorno 26, alla Rivista Navale in onore Giubileo di diamante della Regina Vittoria, e poi partì con la sua nave per la Stazione navale del Pacifico.
Nel 1898, mentre era imbarcato sul Phaëton, fu rimproverato dall'Ammiragliato per un rapporto sfavorevole redatto e pubblicato sul porto statunitense di San Diego. Rientrato in Patria lo stesso anno, venne assegnato al ruolo di Assistente istruttore per l'artiglieria presso la Divisione di Plymouth. Durante questo periodo si sposò con la signorina Ethel Edye, dalla quale ebbe un figlio, John.
Tra il 1898 e il 1904 prestò lungamente servizio presso la Channel Fleet, a bordo dell'incrociatore protetto Edgar e del Diadem, esercitandosi e come istruttore d'artiglieria. Il 28 gennaio 1900 fu promosso captain. Nel 1903 fu inviato a bordo della nave da battaglia Royal Sovereign, primo di una serie di incarichi di istruttore d'artiglieria sulle navi maggiori della Flotta della Manica. Nel 1909 aveva prestato servizio sull'incrociatore corazzato Duke of Edinburgh, sull'incrociatore protetto St George e il nuovo incrociatore da battaglia Inflexible.  Nel 1910 divenne istruttore di artiglieria presso il Chatham Dockyard e l'anno seguente fu promosso major, mentre un rapporto sulla scuola di artiglieria di Chatham recitava: Il grado di efficienza nello stabilimento d'artiglieria a Chatham è molto alto sia per quanto riguarda la formazione generale che l'attenzione ai dettagli. Un grande merito è dovuto in particolare al maggiore F.J.W. Harvey, l'I e G.
In forza a questo rapporto fu successivamente imbarcato sul nuovissimo incrociatore da battaglia da 27.000 tonnellate Lion, nave di bandiera del contrammiraglio David Beatty, in qualità di ufficiale di tiro. L'armamento principale della nave si basava su 8 cannoni da 343 mm, ed egli dirigeva il loro funzionamento da una stanza posta sotto la torre Q. Si trovava a bordo del Lion quando scoppiò la prima guerra mondiale.

### La prima guerra mondiale

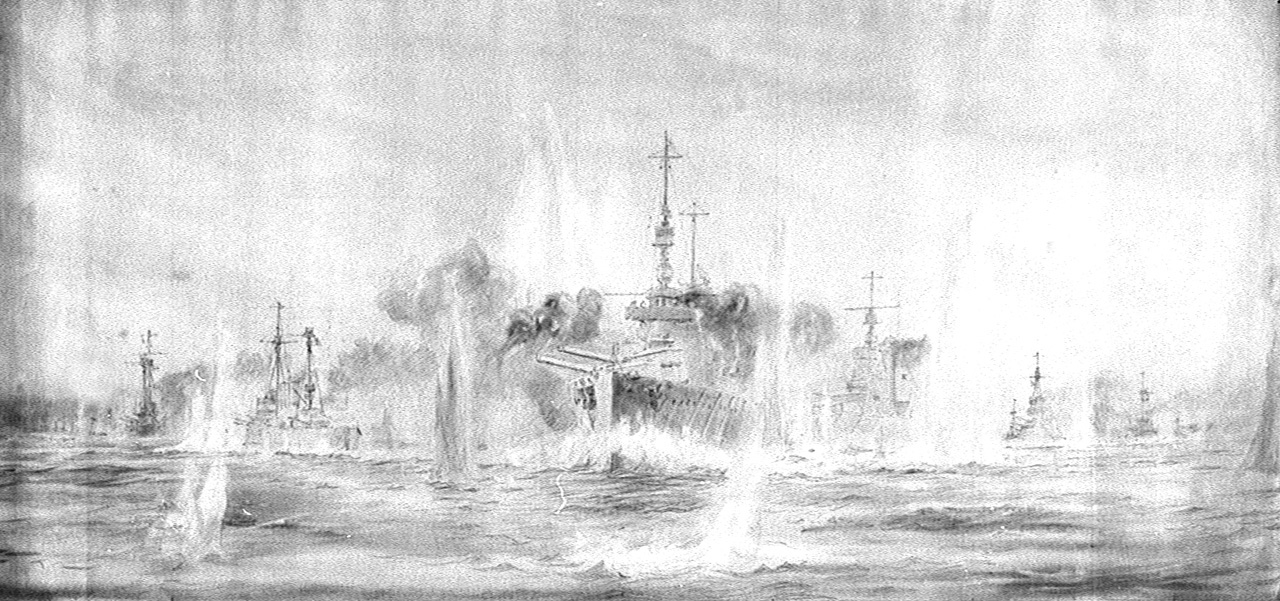
Il Lion capofila degli incrociatori da battaglia britannici durante la battaglia dello Jutland.

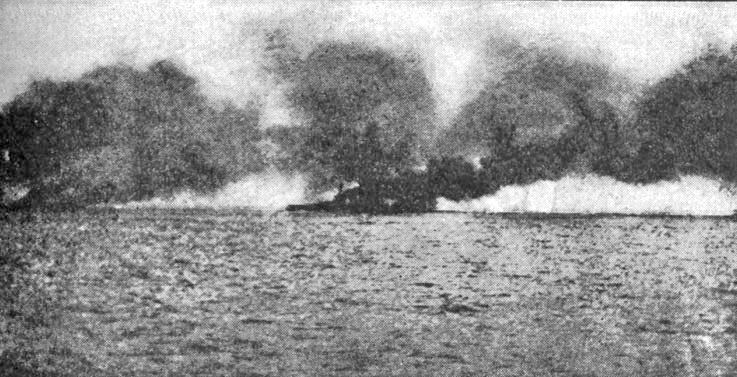
L'esplosione delle cariche di cordite a bordo del Lion durante la battaglia dello Jutland.

La sua nave entrò subito in azione, e il 24 agosto 1914 partecipò alla battaglia di Helgoland che portò all'affondamento di tre incrociatori leggeri tedeschi, con la perdita di 1.242 uomini, incluso il contrammiraglio Leberecht Maass. Sei mesi dopo partecipò a bordo del Lion alla battaglia di Dogger Bank (24 gennaio 1915), dovuta ad una incursione effettuata dal I. Aufklärungsgruppe  del contrammiraglio Franz von Hipper che aveva come obiettivo l'attacco ai porti e alla flotta da pesca britannica. I messaggi in codice tedeschi per i preparativi dell'incursione erano stati decrittati dalla Room 40, che così poté informare l'Ammiragliato il quale fece salpare gli incrociatori da battaglia del 1st Battlecruiser Squadron (viceammiraglio David Beatty) e le corazzate del 2nd Battle Squadron (viceammiraglio George Warrender) per intercettare l'avversario. Le navi da battaglia, più lente, non riuscirono a ricongiugersi con gli incrociatori e non parteciparono all'azione. 
Appena avvistata la formazione avversaria, Hipper fece invertire la rotta contando sulla maggiore velocità per allontanarsi, ma Beatty aumentò quella delle proprie navi a 26 nodi, e si lanciò all'inseguimento. Lo scontro iniziò alle 09:00, con le navi britanniche che concentrarono il fuoco sulle due ultime unità tedesche l'incrociatore da battaglia Seydlitz e l'incrociatore corazzato Blucher. Uno dei colpi sparati dal Lion colpì la torre D (Dora) del Seydlitz facendo esplodere al suo interno 6000 kg di cordite. La nave fu salvata dall'intervento del 1. Pumpmeister Wilhelm Heidkamp, il quale riuscì ad aprire le valvole dell'acqua allagando i depositi munizioni delle torri C e D, impedendo così che esplodessero con la perdita totale della nave. Il Lion fu a sua volta colpito dal tiro dell'incrociatore da battaglia Derfflinger, rimanendo seriamente danneggiato tanto da dovere ridurre la velocità e dirigere verso Scapa Flow. A questo punto Hipper abbandonò al suo destino il Blucher allontanandosi a tutta forza, mentre Beatty decise di far riprendere l'inseguimento alle rimanenti navi maggiori e non potendo comunicare via radio alzò il dovuto segnale, che fu però interpretato dal contrammiraglio Archibald Moore come quello di seguire il Lion e dare il colpo di grazia al Blucher. La nave tedesca venne affondata con la perdita di 792 uomini dell'equipaggio, compreso il suo comandante, il fregattenkapitän Alexander Karl Erdmann. Dopo la battaglia egli rimase a bordo di Lion a Rosyth per tutto il resto del 1915 e per i primi cinque mesi del 1916, continuando l'addestramento dell'artiglieria in vista di ulteriori azioni della flotta. I suoi preparativi si concretizzarono l'ultimo giorno del maggio 1916, quando la Grand Fleet salpò in forze per ingaggiare la Hochseeflotte nella battaglia dello Jutland.

### La battaglia dello Jutland

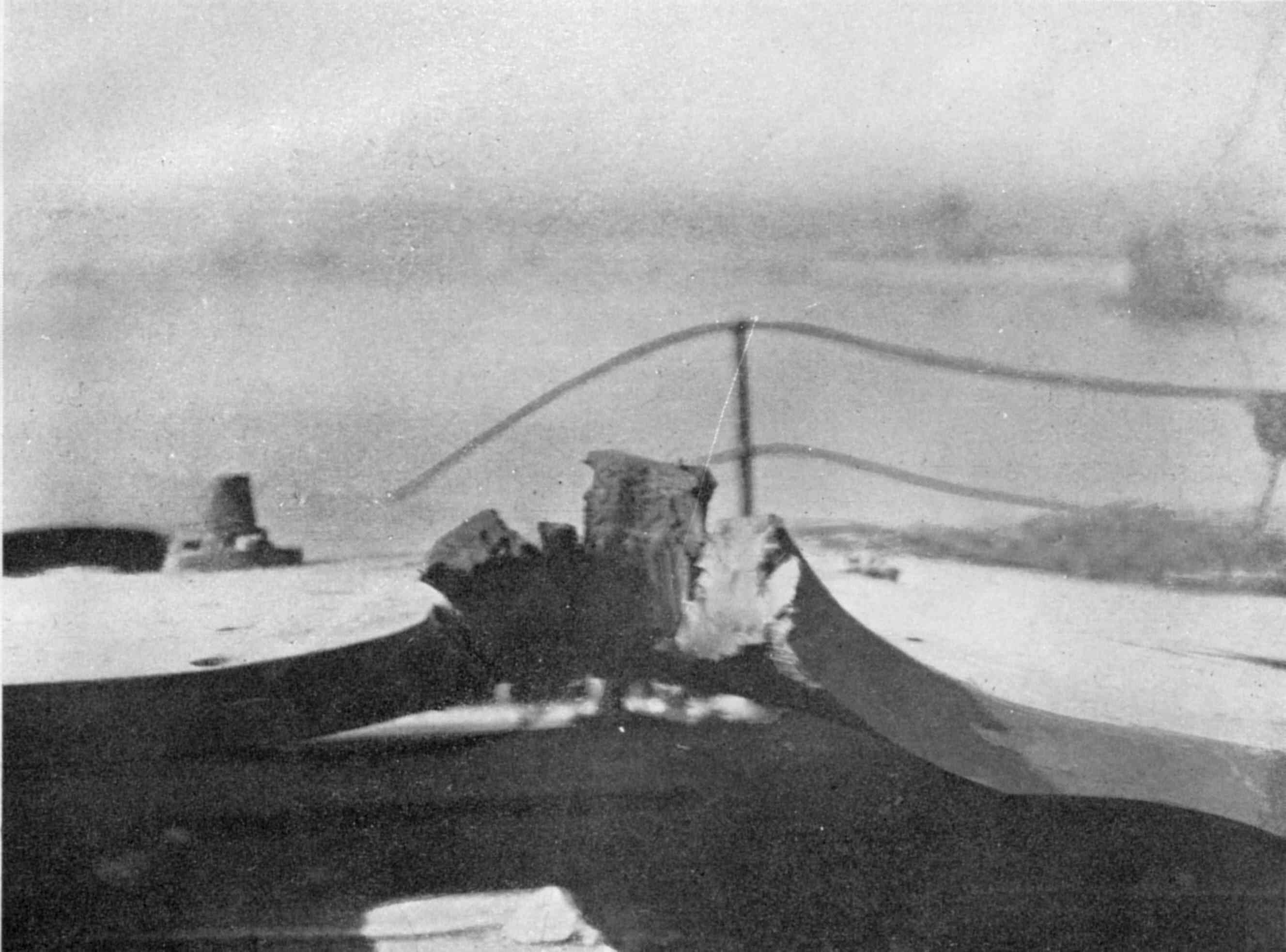
La piastra della corazzatura rimossa dalla parte anteriore della torre Q, perforata alla giunzione con quella frontale.

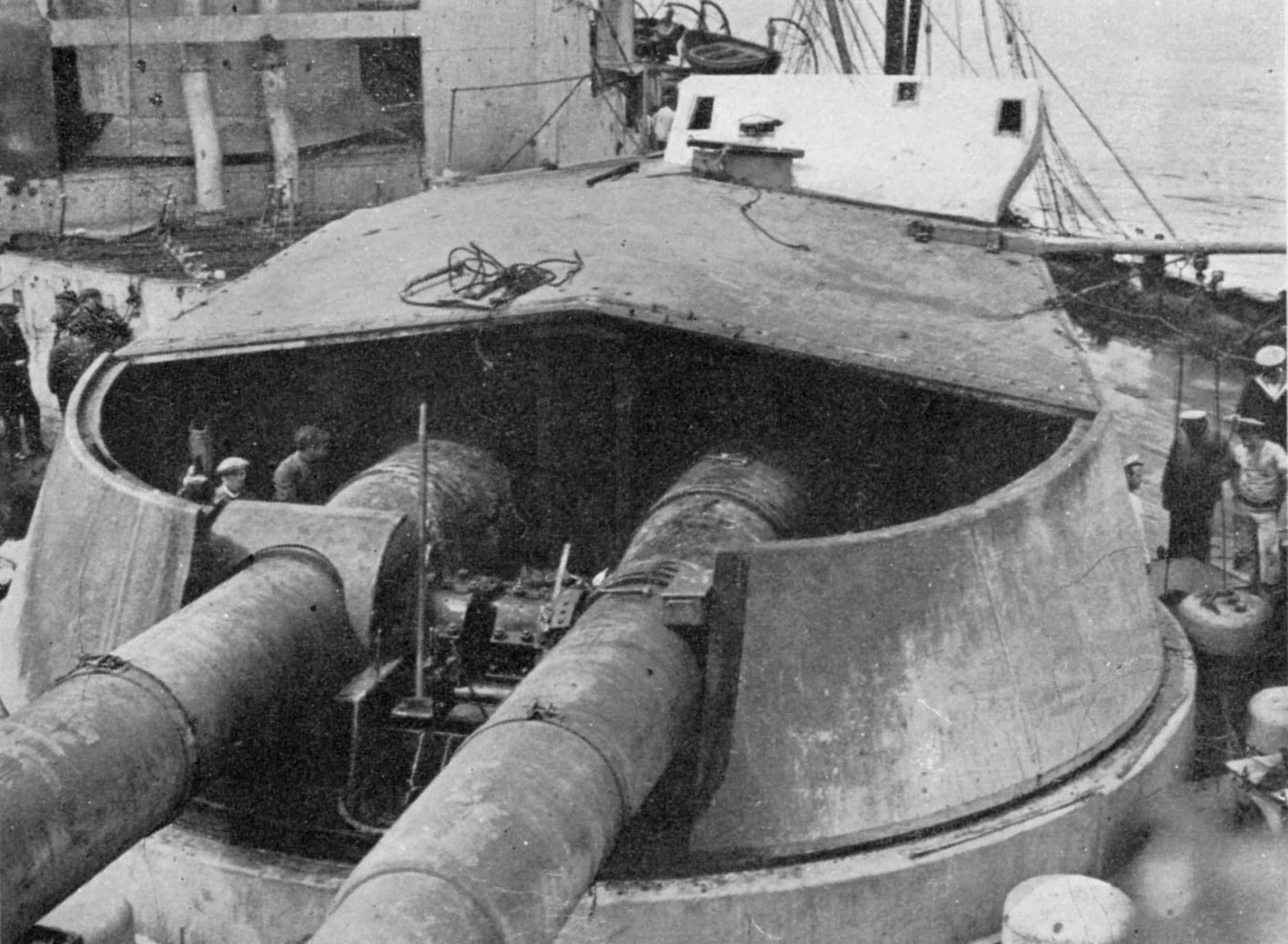
La Torre Q con la piastra corazzata anteriore danneggiata rimossa dopo la battaglia.

Il 31 maggio gli incrociatori da battaglia di Beatty costituivano l'avanguardia della flotta britannica al comando dell'ammiraglio John Jellicoe.  Alle 14:15 le navi britanniche individuarono la loro controparte, il gruppo di esplorazione tedesco agli ordini di Hipper, e si lanciarono all'attacco. L'ammiraglio tedesco era già pronto al combattimento, con le sue navi poste in linea di fila, e poteva contare sul rapido avvicinarsi da nord delle navi maggiori al comando del viceammiraglio Reinhard Scheer. Alle 15:45 le navi di Beatty arrivarono a tiro di quelle tedesche, che aprirono subito il fuoco. Mentre le due formazioni si avvicinavano, i tedeschi, trovandosi in posizione migliore con le navi inglesi che si stagliavano nettamente contro sole  colpirono indisturbati gli avversari per almeno 10 minuti. Durante questa fase della battaglia il Lion fu colpito da nove proiettili da 305 mm esplosi dal Lützow.  Alle 16:00 un proiettile da 305 colpì la torre Q nell'angolo in alto a destra, proprio nella giunzione tra la piastra frontale e quella del tetto, penetrò al suo interno colpendo uno dei cannoni da 343 mm, ed esplodendo subito dopo. La conseguente esplosione scardinò il tetto della torretta uccidendo quasi tutti i serventi al suo interno, ferendo gli altri, e scatenando un incendio che una squadra controllo danni che lavorava dall'esterno della torretta iniziò subito a cercare di domare. Nonostante fosse rimasto ferito e ustionato seriamente egli si rese subito conto che vi era il pericolo che il fuoco raggiungesse il principale deposito munizioni tramite i portelli del sistema di caricamento rimasti aperti. Se il fuoco fosse arrivato al deposito munizioni si sarebbe verificata una catastrofica esplosione che avrebbe spezzato in due tronconi la nave uccidendo tutti i membri dell'equipaggio. Trascinandosi attraverso la torretta diede ordine, attraverso il tubo vocale, di chiudere tutte le porte stagne, ed allagare i depositi munizioni per impedirne l'esplosione, e a voce ordinò al suo sergente, l'unica persona rimasta quasi illesa, di trasmettere un rapporto completo sulla situazione al comandante della nave, capitano di vascello Ernle Chatfield. Pochi secondi dopo crollò a terra e morì per le ferite riportate. Appena informato il comandante delle iniziative adottate da Harvey il sergente fu trasportato in infermeria perché gli venissero curate le ferite.  Intanto, appena ricevuto l'ordine di Harvey, lo Stoker di 1ª classe William Yeo aveva provveduto in pochi minuti a chiudere le porte stagne e a far allagare i depositi munizioni. Tuttavia le cariche di cordite presenti all'interno delle camera di travaso sottostante la torre non furono rimosse, così come altre pronte nel loro deposito, e inoltre vi erano numerosi membri dell'equipaggio presenti nelle camere sottostanti la torre Q. Il fuoco, che si credeva spento, riprese improvvisamente vigore a accese le rimanenti cariche di cordite, che presero fuoco esplodendo alle 16:28, uccidendo tutti i membri presenti nella torre Q, mentre la fiammata arrivò all'altezza degli alberi della nave.
Il cadavere carbonizzato di Harvey fu prelevato dai resti della torre Q l'indomani della battaglia e seppellito in mare con tutti gli onori militari, insieme agli 98 militari e marinai caduti sul Lion. Il suo coraggio di fronte alla morte certa non era passato inosservato; il suo nome fu menzionato nel rapporto ufficiale redatto dell'ammiraglio Jellicoe, e gli fu assegnata postuma la Victoria Cross, che fu consegnata alla sua vedova da Re Giorgio VI in una apposita cerimonia a Buckingham Palace il 15 settembre 1916. La medaglia fu in seguito prestata al Royal Marines Museum di Eastney Barracks da suo figlio, il tenente colonnello John Malcolm Harvey del King's Regiment nel 1973. Il suo nome è iscritto nel Chatham Naval Memorial insieme a coloro che non hanno una tomba conosciuta, amministrato dalla Commonwealth War Graves Commission.

### Fonti
1. 1 2 3  Snelling 2002, p. 106.
2. 1 2 3 4  Snelling 2002, p. 107.
3. ↑  (EN) The London Gazette (PDF), n. 26428, 1º August 1893.
4. ↑  Navy List, July 1898, corrected to 18 June 1898, page 279.
5. 1 2 3  Snelling 2002, p. 18.
6. ↑  (EN) The London Gazette (PDF), n. 27164, 13 February 1900.
7. ↑  (EN) The London Gazette (PDF), n. 28463, 7 February 1911.
8. ↑  Bennett 1968, p. 131.
9. ↑  Bennett 1968, p. 143.
10. ↑  Bennett 1968, p. 144.
11. 1 2  Snelling 2002, p. 93.
12. ↑  Campbell 2000, p. 349.
13. ↑  Snelling 2002, p. 94.
14. ↑  Campbell 2000, pp. 64-65.
15. 1 2  Snelling 2002, p. 95.
16. ↑  Campbell 2000, pp. 65-66.
17. ↑  (EN) The London Gazette (PDF), n. 29751, 15 September 1916.
18. ↑  Harvey, Major Francis John William, Commonwealth War Graves Commission, Retrieved 20 November 2007